# 地震學研究機構聯合會
地震學研究機構聯合會（英語：Incorporated Research Institutions for Seismology，簡稱IRIS）是一个大学研究联合协作组织。其致力于通过收集和分发地震学数据来促进对地球内部结构的探索。IRIS的贡献包括学术研究、教育、地震救灾和《全面禁止核试验条约》的履行。IRIS的资金支持来源于美国国家科学基金会和其他联邦机构、大学与私人基金会。IRIS有四个组成部分：数据系统、大陆岩石圈地震序列研究计划（PASSCAL）、全球地震观测网和教育与其他计划。IRIS总办公室设立在华盛顿特区。
IRIS被列在建立研究資料庫（Registry of Research Data Repositories）的名單上。

## 相關連結
- 地震
- 地球物理學
- 板塊構造論
- 地震學
- 地震儀
- 火山學

## 外部連結
- IRIS官方網站（页面存档备份，存于）